# Ötvös András
Ötvös András  (Székesfehérvár, 1984. május 3. –) magyar színész.

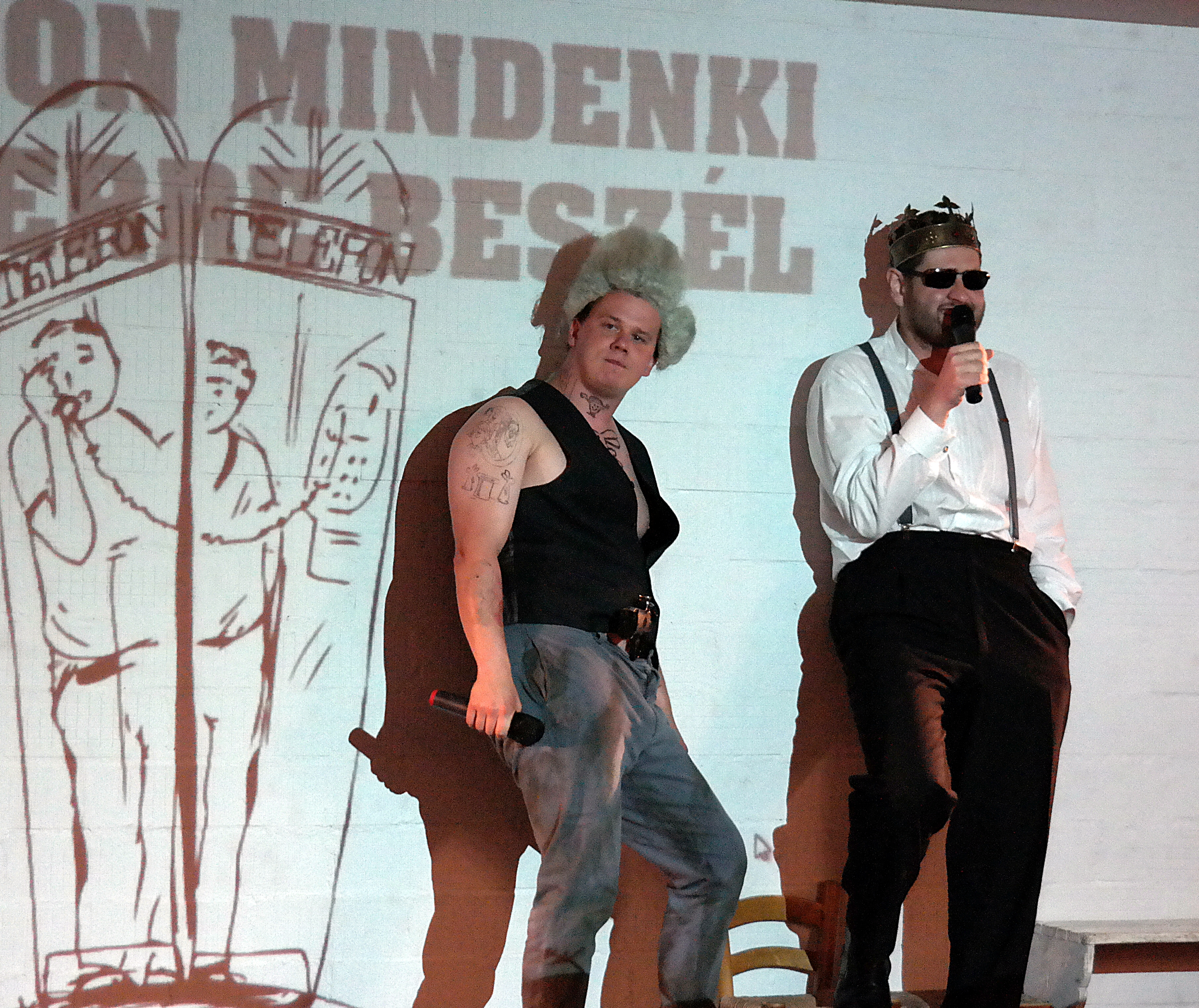
Évadzáró buli (2013)
Partnere: Vajda Milán

## Életút
Egyetemi hallgatóként főszerepet (A karnevál utolsó éjszakája) játszott a Katona József Színházban, melynek 2011-2017 között társulati tagja. Ezt megelőzően több évadot Egerben a Gárdonyi Géza Színházban töltött, játszott a Krétakör - és a Merlin Színházban; találkozhattunk nevével a KoMa Társulat színlapján is. 2017-2022 között szabadúszó, mellette az Orlai Produkciós Iroda társulatának tagja volt. 2022-től a Vígszínház színésze.

## Magánélete
Nős, két kislánya van. Korábban pajzsmirigyrákkal kezelték, amely megelevenedett a Second life című előadásban is.

## Szerepeiből

### Színház
A Színházi adattárban 53 bemutatóját regisztrálták.
- Mission impossible[7]
- A csillagász álma
- Móricz Zsigmond: Bethlen (Simoni György)
- Goldoni: A karnevál utolsó éjszakája (Anzoletto)
- Kleist: Homburg herceg (Címszerep)
- Zsótér Sándor-Raymond ChandlerÉ Elkéstél, Terry! (Philip Marlowe)
- Hamvai Kornél: Pokol (Eric)
- Garaczi László: Plazma
- Shakespeare: A Velencei kalmár (Címszerep)
- Csörgess meg!
- Fényes Szabolcs-Harmath Imre: Maya (Rudi)
- Csemer Géza-Szakcsi Lakatos Béla: Cigánykerék (Kanta)
- Csiky Gergely: Ingyenélők (Darvas Károly)
- Molnár Ferenc: Olympia (Kovács)
- Bessenyei György: A filozófus (Párménió)
- A Gondnokság (Zsolti)
- Second life avagy kétéletem (Hatszín Teátrum)

- Gorkij: 
  - Kispolgárok (Nyíl)
  - Fényevők: Trosin
- Kováts Dániel-Vinnai András: Virágos Magyarország (Szigeti Jácint)
- Parti Nagy Lajos: Pinokkió (Kanós Rómeó)
- Ödön von Horváth: A végítélet napja (Ferdinand)
- Gerlóczy Márton: Egy csemegepultos naplója
- Leigh: Abigail bulija (Tony)
- Sarkadi Imre: Oszlopos Simeon (Kis János)
- Csehov: Sirály (Trepljov)
- Molière: A nők Iskolája (Alain)
- McDonagh:Hóhérok (Syd)
- Sam Holcroft: Családi játszmák (Matthew)

## Film és sorozat szerepek
- Hajónapló (2009)
- Ki/Be Tawaret (2010)
- Isteni műszak (2013)
- Terápia (2014)
- Aranyélet (2016)
- Sohavégetnemérős (2016)
- Munkaügyek (2017)
- Tóth János (2017)
- A tanár (2018)
- Nyitva (2018)
- Mellékhatás (2020)
- Becsúszó szerelem (2021)
- Nagykarácsony (2021)
- Hotel Margaret (2022)
- Nyugati nyaralás (2022)
- A Király (2022–2023)
- A Nagy Fehér Főnök (2022–2023)

## Díjai
- Színikritikusok díjai
  - A főváros díja (2009)
  - A legígéretesebb pályakezdő (2010)
- Gárdonyi Géza Színház társulati díj (2010)
- POSZT, a legjobb 30 év alatti színész )2010)
- Junior Prima díj (2011)
- Máthé Erzsi-díj (2012)
- Ajtay Andor emlékdíj (2024)[8]
- Ruttkai Éva-emlékgyűrű (2024)[9]

## Kép és hang
- A Gondnokság a YouTube-on
- Felolvasó színházban
- Isteni műszak. Előzetes